# Kedar Akhada
Kedar Akhada (nep. केदारअखडा) – gaun wikas samiti w zachodniej części Nepalu w strefie Seti w dystrykcie Doti. Według nepalskiego spisu powszechnego z 2001 roku liczył on 318 gospodarstw domowych i 1996 mieszkańców (988 kobiet i 1008 mężczyzn).